# Alfabet

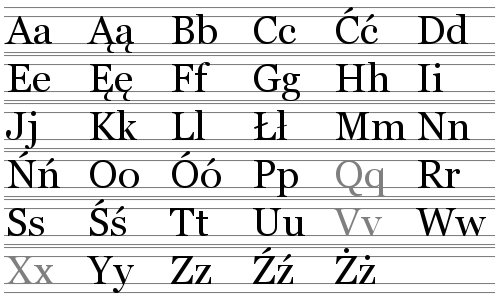
Alfabet polski (litery szare nie są używane w słowach pochodzenia polskiego)

Alfabet, abecadło (od stgr. nazw pierwszych liter alfabetu: alfa i beta lub z  łac. abecedarium) – najpopularniejszy system zapisywania mowy. Termin ten bywa używany w kilku znaczeniach, co jest źródłem licznych nieporozumień w dziedzinie historii i teorii pisma. Nieściśle „alfabetami” nazywa się też systemy pisma, które nimi nie są (pseudoalfabety).

## Nazwa „alfabet” i nazwy pokrewne

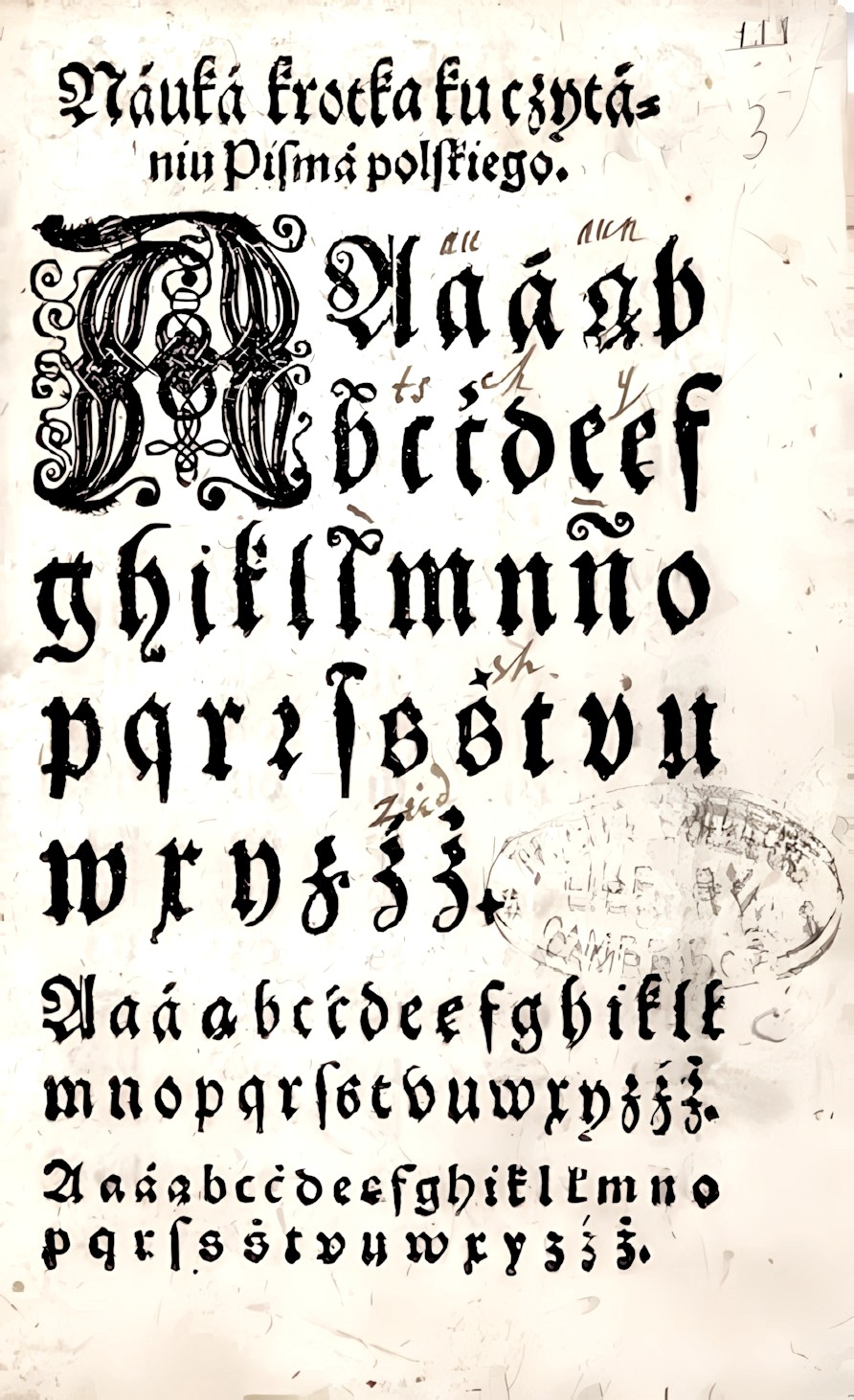
Najstarsze zachowane, drukowane abecadło, z XVI wieku, z polskich zbiorów w Cambridge Trinity College

Greckie pismo zostało nazywane alfabetem (skąd nazwa ta rozprzestrzeniła się też na pismo łacińskie), cyrylickie – azbuką, polskie abecadłem, ze względu na zestaw znaków (sens 2.) i porządek alfabetyczny (sens 3.) danego pisma, z wykorzystaniem nazw pierwszych liter (polskie: „a, be, ce, de”; greckie: „alpha, beta”; starocyrylickie: „az, buki”). Systemy pisma pokrewne alfabetom (sens 1.) zostały w XX wieku nazwane z wykorzystaniem tego samego mechanizmu. Pismo spółgłoskowe nazywa się abdżadem, ze względu na nazwy pierwszych czterech liter w piśmie arabskim („ 'a , b, dż, d”), będącym przedstawicielem tego typu pisma; pismo alfabetyczno-sylabiczne nazywa się abugidą ze względu na nazwy czterech pierwszych liter w piśmie etiopskim („a , bu, gi, da”), będącym przedstawicielem tego typu pisma.

## Pięć znaczeń alfabetu

### Pismo alfabetyczne
Fonetyczny system pisma, w którym każdy znak (zwany literą) odpowiada zasadniczo jednemu dźwiękowi – głosce, np. alfabet łaciński.
W tym rozumieniu alfabety są różne, gdy ich zasadnicze zestawy liter różnią się pomiędzy sobą, np. alfabet grecki, alfabet łaciński i alfabet cyrylicki są różne, a alfabet polski i alfabet niemiecki są tylko wariantami alfabetu łacińskiego. W tym rozumieniu określenie „alfabet” jest równoznaczne z terminem „pismo” (np. pismo łacińskie = alfabet łaciński).

#### Pisma fonetyczne, pokrewne pismom alfabetycznym
W takim rozumieniu alfabet odróżnia się zarówno od pism niefonetycznych (ideograficznych lub mieszanych), jak i od innych typów pism fonetycznych (jak abdżad, abugida i sylabariusz). Te rodzaje pism fonetycznych również bywają nazywane alfabetami, co nie jest w pełni ścisłe.
W alfabetach samogłoskom i spółgłoskom odpowiadają odrębne, równorzędne i samodzielne litery (lub ich złożenia, ewentualnie złożenia liter z niesamodzielnymi i pozbawionymi odrębnej wartości znakami diakrytycznymi). W abdżadach podstawowymi znakami są tylko spółgłoski (samogłoski najczęściej są w ogóle pomijane w zapisie, a jeśli są zapisywane, to najczęściej przy pomocy mater lectionis lub znaków diakrytycznych). W abugidach podstawowymi znakami są sylaby zaczynające się od spółgłoski i kończące taką samą samogłoską (np. -a), zaś sylaby z inną samogłoską zapisywane są poprzez modyfikację znaku podstawowego z użyciem niesamodzielnych znaków diakrytycznych. W sylabariuszach zasadniczo każda sylaba (z taką samą spółgłoską nagłosową i z inną samogłoską wygłosową) posiada swój odrębny znak, nieanalizowany na części składowe.

#### Pisma niealfabetyczne i niefonetyczne
Alfabetem w ścisłym znaczeniu tego słowa nie jest pismo ideograficzne lub pismo złożone (np. pismo chińskie czy hieroglify) ani pismo sylabiczne (np. pismo japońskie).

#### Dwie klasyfikacje alfabetów
Według jednej klasyfikacji alfabety dzielą się na:
- linearne (każda następna litera w słowie zapisywana jest w jednej linii z literą poprzedzającą; jak w alfabecie łacińskim),
- nielinearne (samodzielne litery, składające się na jedną sylabę, układane są w grupy tworzące kwadraty, a dopiero sylaby zapisywane są w jednej linii, jedna po drugiej; jedynym żywym przykładem jest alfabet koreański, czyli hangul).

Alfabety dzielą się też na dwuszeregowe i jednoszeregowe, ze względu na to, czy posiadają systemy małych i wielkich liter (alfabet łaciński, grecki, cyrylicki i ormiański) czy też tylko jeden system liter (alfabet gruziński, koreański, syryjski, koptyjski, gocki, runiczny oraz inne alfabety historyczne, dziś martwe).

### Alfabet narodowy
Zestaw liter i uzupełniających znaków pisma, używany dla danego języka lub narodu, ułożony w tradycyjnym, ustalonym porządku.
W tym rozumieniu alfabety są różne, choć stanowią warianty narodowe tego samego pisma alfabetycznego, gdy posiadają własne, odrębne znaki, np. alfabet polski różni się od alfabetu niemieckiego, gdyż (zasadniczo) nie używa liter v i q, oraz nie zawiera w ogóle liter ä, ö i ß, a za to używa liter ą, ł i ź, których pozbawiony jest alfabet niemiecki. Natomiast alfabet angielski nie różni się od poklasycznego alfabetu łacińskiego, gdyż (zasadniczo) używa tylko tych samych 26 liter.
W tym znaczeniu mówi się, że alfabety to zamknięte systemy pisma – liczba występujących w nich znaków zmienia się bardzo rzadko, a zmiany (dodanie znaków, usunięcie znaków) prowadzą do powstania nowego alfabetu.
Z licznymi alfabetami narodowymi mamy do czynienia przede wszystkim w przypadku pisma łacińskiego i pisma cyrylickiego (cyrylicy).

### Porządek alfabetyczny
Tradycyjny, ustalony porządek znaków właściwy dla danego alfabetu narodowego. W tym znaczeniu np. alfabet niderlandzki, alfabet hiszpański, alfabet czeski i alfabet duński różnią się między sobą i od innych narodowych wariantów pisma łacińskiego, że w każdym z nich pewne (różne) grupy liter są traktowane jak odrębna litera i zapisywane w innym miejscu, niżby to wynikało z ogólnego porządku liter właściwego dla alfabetu łacińskiego. I tak: w hiszpańskim ll jest zapisywane po l, w czeskim ch jest zapisywane po h, w niderlandzkim (holenderskim) Ĳ jest traktowane jako samodzielna litera i zapisywane na równi z y, zaś w duńskim aa jest traktowane jako inny wariant zapisu å i jest ostatnią literą alfabetu.

### System transkrypcji mowy
Mianem alfabetu określa się też różne systemy transkrypcji fonetycznej języka mówionego, niezależne od stosowanego przez dany język systemu pisma (a także od faktu, czy dany język w ogóle jest językiem pisanym, czy tylko mówionym). Najbardziej znanym systemem tego typu jest międzynarodowy alfabet fonetyczny (zw. w skrócie ang. IPA lub z fr. API).

### Systemy kodów niebędące systemami pisma
Niekiedy pojęciem alfabetu określa się też tzw. alfabet fonetyczny ICAO, choć właściwie nie jest to system pisma tylko metoda mnemotechniczna literowania i jednoznacznego przekazywania zapisu słów, skądinąd normalnie zapisywanych alfabetem łacińskim, z użyciem mnemonimów (czyli słów zaczynających się od danej litery). Słowa te są dobrane tak, aby maksymalnie się od siebie różniły, dzięki czemu łatwiej je poprawnie odebrać (zrozumieć) w sytuacji szumów lub innych zakłóceń transmisji. Takiego warunku nie spełniają tradycyjne, łacińskie nazwy liter (typu be, pe; em, en, qu itp.). Taki warunek spełniały natomiast prehistoryczne, semickie (czy – częściowo – pochodzące od nich greckie i cyrylickie) nazwy liter. Nazywały one przedmiot, którego nazwa zaczynała się od dźwięku symbolizowanego przez daną literę, a jego uproszczony rysunek stanowił literę. Było to połączenie mnemonimów z mnemogramami (rysunkami ułatwiającymi zapamiętanie) – a cały system nazywa się akronimografią – bo skraca się słowo do pierwszej głoski. Np. aleph = „wół”, więc rysunek głowy wołu oznacza literę A; beth = „dom”, więc rysunek domu oznacza literę B itp.
Tzw. „alfabet fonetyczny ICAO” (zwany również jako „alfabet fonetyczny NATO”) nie jest w ogóle systemem pisma, tylko kodem informowania o sposobie zapisu (ortografii). Takie systemy kodów istnieją nie tylko w pismach alfabetycznych, ale także w pismach pokrewnych i całkiem innych (np. w alfabetyczno-sylabicznym piśmie tybetańskim; w ideograficzno-fonetycznym piśmie chińskim).
Podobnie terminem „alfabet” określa się inne sposoby przekazywania słów na odległość, niebędące systemami pisma:
- flagowy,
- semaforowy,
- Morse’a,
- palcowy.

## Alfabety

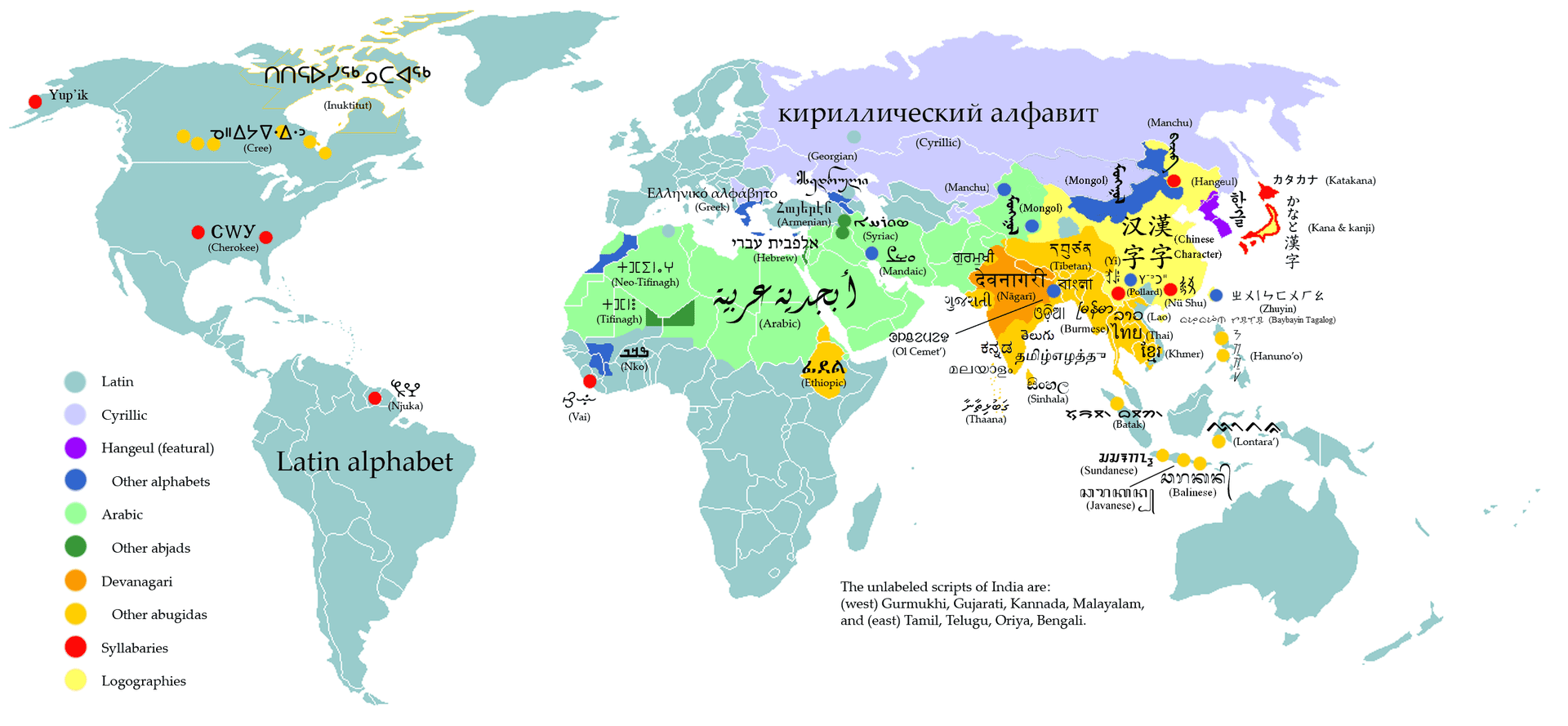
Systemy pisma na świecie

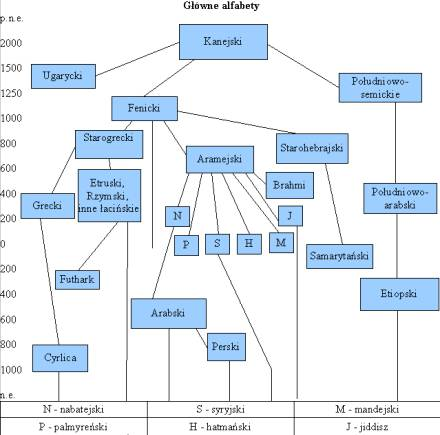
Główne alfabety – ewolucja pisma w ciągu wieków

### Alfabety w znaczeniu 1
- awestyjski
- Braille'a
- etruski
- deseret
- cyrylica
- głagolica
- gocki
- grecki
- gruziński
- fenicki – w zasadzie abdżad
- koptyjski
- koreański zw. hangul
- łaciński
- meroicki
- mongolski (ujgurski)
- ogamiczny
- ormiański
- runiczny
- thaana
- tifinagh
- staroitalski
- staroturecki
- syryjski – istnieją trzy pisma syryjskie, z których dwa są alfabetami, a jedno abdżadem

#### Alfabety fikcyjne, stworzone dla celów literackich i pokrewnych
- cirth
- pIQaD
- tengwar
- Aurebesh
- simogrecki

#### Pisma fonetyczne, niebędące właściwie alfabetami
- arabski – abdżad
- aramejski – w zależności od okresu historycznego – abdżad lub pismo mieszane (złożone), używające obok znaków fonetycznych także sumerogramów, czyli ideogramów sumeryjskich
- bopomofo – system transkrypcji fonetycznej języka chińskiego, nie dający się zaklasyfikować ani jako alfabet, ani jako abugida
- devanagari – abugida
- egipskie pismo hieroglificzne – raczej abdżad
- etiopski – abugida
- hebrajski – właściwie abdżad, ale stosowany do języka jidysz i ladino funkcjonuje jako alfabet
- starohebrajski – abdżad

### Alfabety w znaczeniu 2 i 3

#### na bazie alfabetu łacińskiego
- afrykanerski
- albański
- angielski
- azerski (łaciński)
- baskijski
- białoruski (łaciński)
- bretoński
- chorwacki (przyjęty również w serbskim)
- czeski
- dolnołużycki
- duński
- esperancki
- estoński
- farerski
- fiński
- francuski
- górnołużycki
- grenlandzki
- hausański
- hawajski
- hiszpański
- huroński
- indonezyjski
- irlandzki
- islandzki
- kataloński
- kaszubski
- lapoński (suomi)
- litewski
- luksemburski
- łaciński
- łotewski
- malajski (łaciński)
- maltański
- niemiecki
- niderlandzki (holenderski)
- norweski
- polski
- portugalski
- rumuński (łaciński)
- słowacki
- słoweński
- swahilijski
- szwedzki
- śląski
- tatarski (łaciński)
- turecki (łaciński)
- ukraiński (łaciński)
- walijski
- wietnamski
- wilamowski
- włoski
- węgierski

#### na bazie alfabetu cyrylickiego
- azerski (cyrylicki)
- białoruski (cyrylicki)
- bułgarski
- buriacki
- czeczeński
- czuwaski
- jakucki
- kałmucki
- kazachski
- kirgiski
- macedoński
- mołdawski
- mordwiński
- mongolski (cyrylicki)
- nieniecki (samojedzki)
- rosyjski
- rumuński (cyrylicki)
- ukraiński (cyrylicki)
- serbski (cyrylicki)
- starocerkiewnosłowiański
- staropermski
- turkmeński
- tuwijski
- uzbecki
- tadżycki
- tatarski

#### na bazie alfabetu (abdżadu) arabskiego
- arabski
- malajski (arabski)
- perski
- turecki (arabski)
- urdu
- żydowski (arabski)

#### na bazie alfabetu (abdżadu) hebrajskiego
- hebrajski
- jidysz
- palestyński (hebrajski)

### Inne
- ręczny
- Shawa
- afrykański